# Hammer-on
Hammer-on (з англ. — «набивання») — прийом гри на струнних інструментах, котрий полягає в досягненні звуку шляхом удару пальцем лівої руки по струні. Hammer-on забезпечує перехід від однієї ноти до іншої — більш високої ноти. Назва походить від англійського слова hammer, що означає «молоток». Суть цього прийому в наступному: один палець (вказівний або середній) ставиться на один лад, медіатором вдаряють по струні, а потім другий палець (середній, підмізинний або мізинець) вдаряє по іншому ладу. Використання цієї техніки дозволяє підвищити швидкість гри і отримати «гладкий», рівний звук.
Пасажі, в яких велика частина нот виконується за допомогою технік hammer-on та pull-off замість того, щоб просто називати їх зірваним або набитими, відомі в класичній гітарній термінології як фрази легато.Hammer-on як правило, представлений в гітарній табулатурі літерою h. Термін hammer-on був уперше введений та популяризований Пітом Сіґером в його книзі How to Play the 5-String Banjo. Сігер також винайшов термін «pull-off».